# Bockholm (Åva, Brändö, Åland)
Bockholm är en halvö i Brändö kommun på Åland (Finland). Den ligger i den östra delen av landskapet, 70 km nordost om huvudstaden Mariehamn.
Bockholm sitter ihop med ön Åva i nordöst. I öster skiljs Bockholm från Åva av den smala Grensviken. I söder ligger Söderholmen, i väster Lökholm och Lånholm och Kalvholm i nordväst.
Terrängen på Bockholm består av klippor med gräs, ljung och enstaka enbuskar och låga träd. Längst stränderna växer al och andra lövträd. Landsvägen som förbinder Åva med Björnholma går över Bockholm. Bockholm är bebyggd. Den största byggnaden är en större ekonomibyggnad invid vägen, men på halvön finns också två fritidsfastigheter.